# Titularbistum Augile
Augile ist ein Titularbistum der römisch-katholischen Kirche. 
Es geht zurück auf ein antikes Bistum der Oase Augila in der Kyrenaika (jetzt Audschila im nordöstlichen Libyen). Es gehörte der Kirchenprovinz Darnis an.
| Titularbischöfe von Augile |                                   |                                                                 |                 |                 |
| Nr.                        | Name                              | Amt                                                             | von             | bis             |
| 1                          | Isidoro Clemente Gutiérrez OP     | Apostolischer Vikar von Amoy (Kaiserreich China/Republik China) | 7. August 1899  | 10. August 1915 |
| 2                          | Antonio Aurelio Torres y Sanz OCD | emeritierter Bischof von Cienfuegos (Kuba)                      | 19. Januar 1916 | 8. Mai 1920     |
| 3                          | Domenico del Buono                | Weihbischof in Bari-Canosa (Italien)                            | 29. Mai 1920    | 24. Juli 1925   |